# فورکورنر (تگزاس)
فورکورنر (به انگلیسی: Four Corners) یک منطقهٔ مسکونی در ایالات متحده آمریکا است که در شهرستان فورت بند، تگزاس واقع شده‌است. فورکورنر ۶٫۵۹ کیلومتر مربع مساحت و ۱۲٬۳۸۲ نفر جمعیت دارد و ۲۸٫۶۵ متر بالاتر از سطح دریا واقع شده‌است.